# Kościół św. Jana Chrzciciela w Łankiejmach
Kościół św. Jana Chrzciciela w Łankiejmach – rzymskokatolicki kościół parafialny należący do parafii św. Jana Chrzciciela w Łankiejmach (dekanat Reszel archidiecezji warmińskiej). Świątynia zarejestrowana w rejestrze zabytków nieruchomych.

## Historia

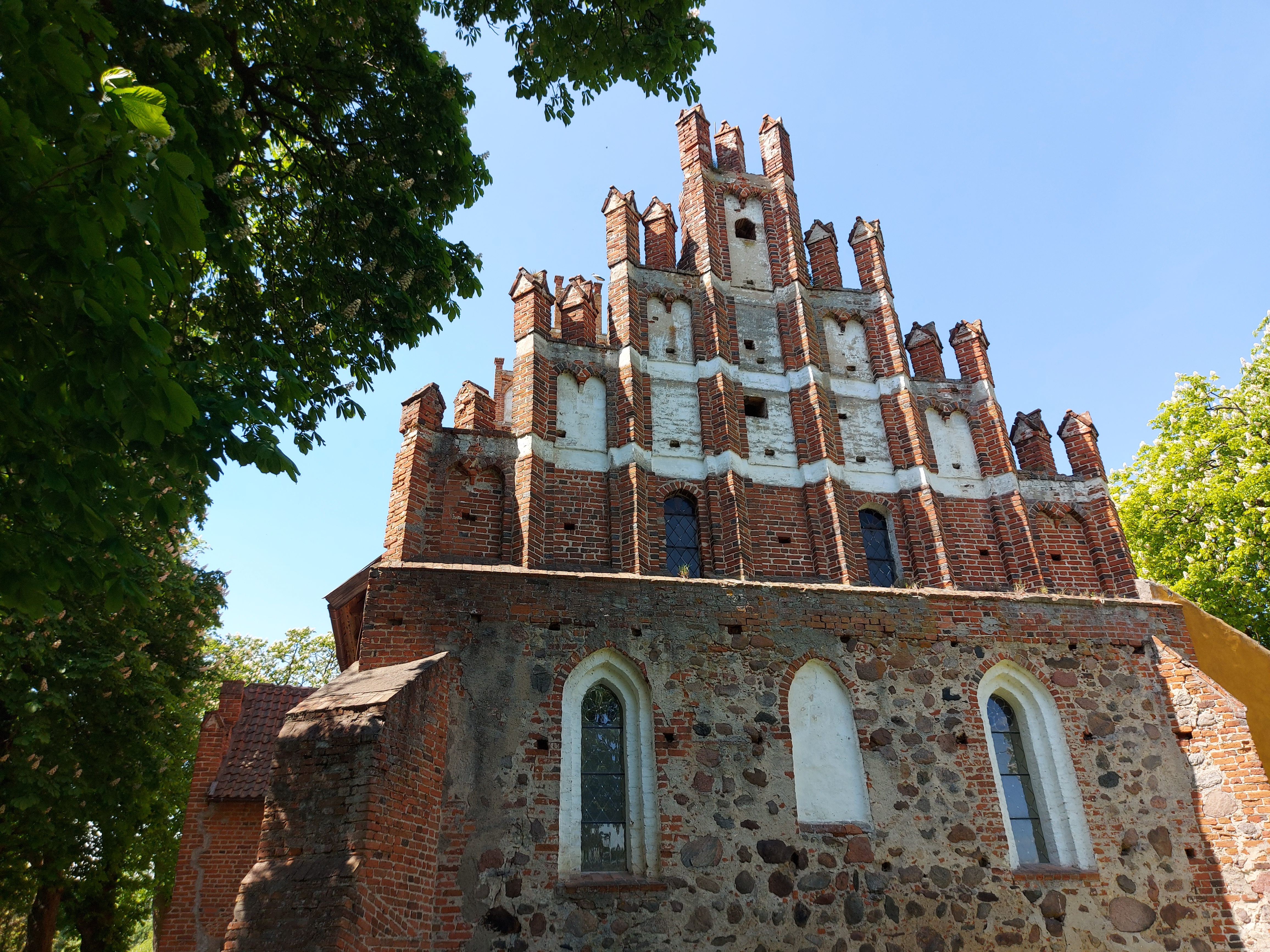
szczyt wschodni – najstarsza część świątyni

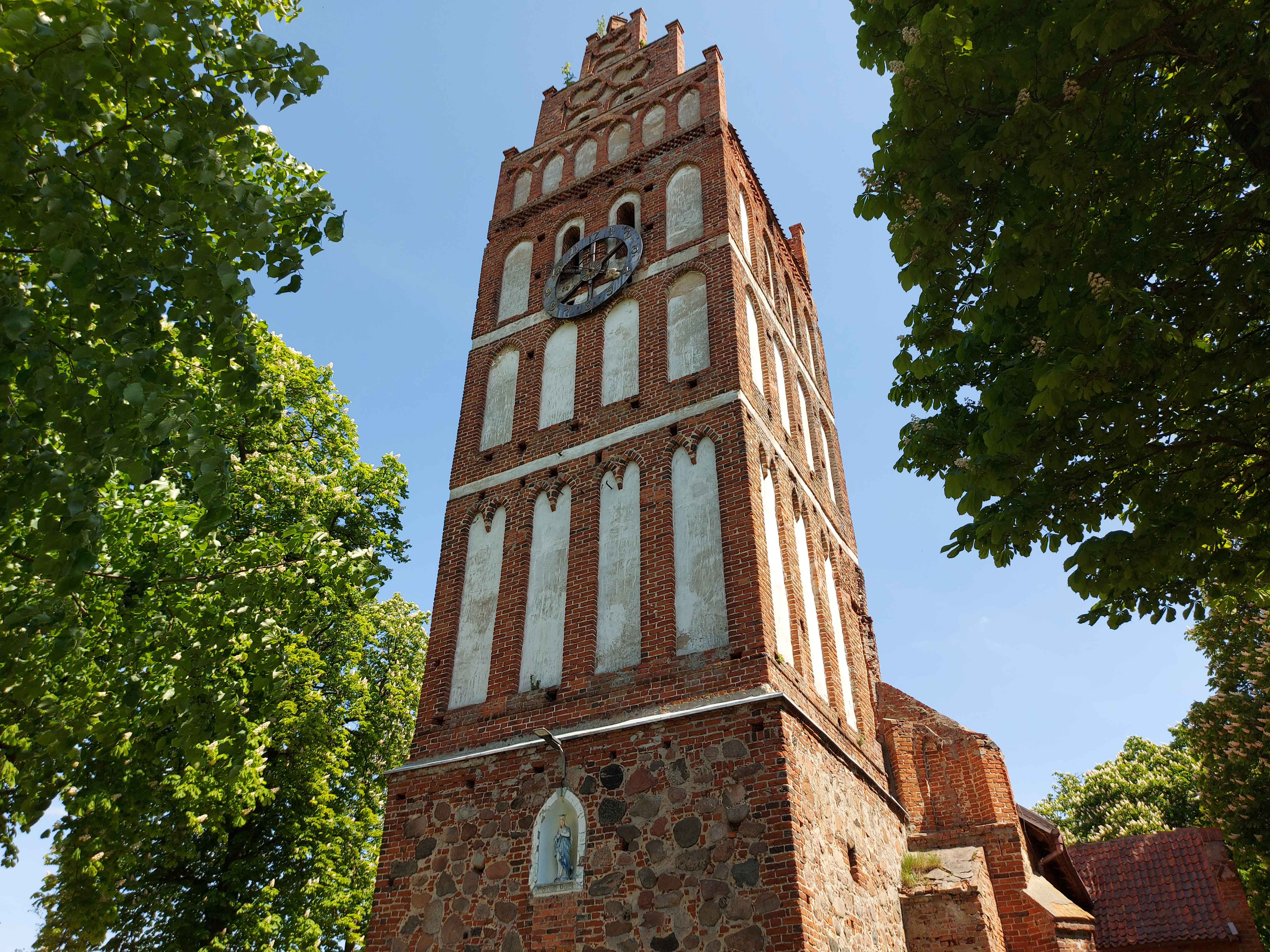
wieża kościelna

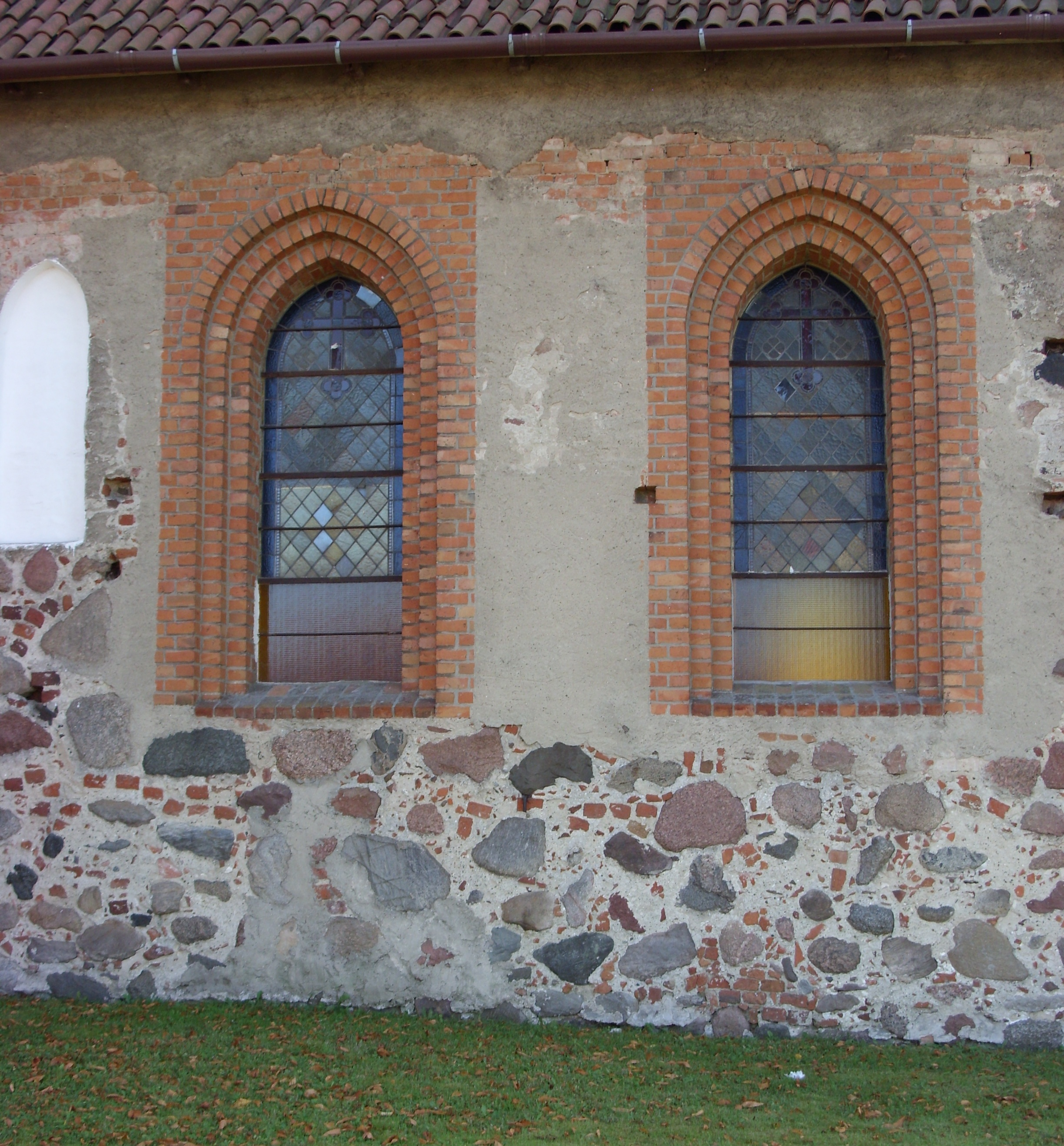
gotyckie okna kościoła

23 maja 1367 w Sątocznie wielki mistrz zakonu krzyżackiego Winrich von Kniprode wydał akt lokacyjny Łankiejm i Suśnika. W dokumencie tym nadał jako dziedziczne lenno 74 włók ziemi rycerzowi pruskiemu Hansowi Straupemu. Właśnie on w latach 1375–1400 wybudował gotycką świątynię z kamienia i cegły. Według innych źródeł budowa kościoła została zapoczątkowana w roku 1380. Po zakończeniu wojny trzynastoletniej (1454–1466) wieś Łankiejmy wraz z zamkiem w zamian za zaległy żołd otrzymał w lenno ród rycerski Truchsess von Wetzhausen. Pierwszym jego przedstawicielem, który osiedlił się w Łankiejmach, był Cuntz Truchsess von Wetzhausen (1479–1533) pochodzący z frankofońskiego Dachsbach. Tym samym jego rodzina objęła patronat nad łankiejmską świątynią. Za jego życia, w latach 1496–1505 została wybudowana wieża kościelna.
Kościół początkowo należał do archiprezbiteriatu w Reszlu. W roku 1525 nastąpiła sekularyzacja zakonu krzyżackiego i przejście Prus Książęcych na luteranizm. Wskutek tego w roku 1528 powstała luterańska parafia w Łankiejmach, której ośrodkiem stała się tutejsza świątynia. W 1682 rodzina Truchsess ufundowała dla kościoła ołtarz główny. W roku 1700 dobra Łankiejm przeszły na rzecz rodziny von der Groeben, która objęła opieką miejscowy kościół.
Na początku XIX w. kościół w Łankiejmach został poważnie uszkodzony wskutek działania sił natury, w szczególności przez huragan z dnia 17 stycznia 1818 r. Zniszczeniu uległ schodkowy szczyt wieży oraz szczyt z siedmioma sterczynami w elewacji wschodniej. Przystąpiono wówczas do remontu, który objął odbudowę wieży od drugiej kondygnacji i naprawę dachu. Prace zostały zakończone 11 listopada 1819 r. Kolejna renowacja całego budynku została przeprowadzona w 1911 roku.
Po II wojnie światowej Łankiejmy znalazły się w granicach Polski, a niemieccy mieszkańcy ewakuowali się lub zostali przymusowo wysiedleni do Niemiec. Po roku 1946 władze komunistyczne zezwoliły Kościołowi rzymskokatolickiemu na użytkowanie obiektu sakralnego w Łankiejmach. 12 stycznia 1946 ks. Stanisław Lachowicz, dziekan reszelski urzędujący w Korszach dokonał poświęcenia kościoła w Łankiejmach i wprowadził porządek nabożeństw. W latach 1946–1962 placówka duszpasterska w Łankiejmach stanowiła ekspozyturę parafii w Korszach. 24 lutego 1962 r. biskup Tomasz Wilczyński erygował parafię pw. św. Jana Chrzciciela w Łankiejmach.
Łankiejmski kościół, podobnie jak wiele innych obiektów sakralnych na Ziemiach Zachodnich i Północnych, został przekazany przez państwo polskie na własność Kościołowi katolickiemu z mocy prawa 29 czerwca 1971 r.

## Architektura
Jednonawowy kościół w Łankiejmach składa się z bryły głównej na planie prostokąta o wymiarach: długość – 18,3 m, szerokość – 9,5 m, z trapezowym
stropem drewnianym i z rzędem ostrołukowych otworów okiennych, zakrystii z kaplicą grobową w południowo-wschodnim narożniku, prostokątnej kruchty dobudowanej przy południowej ścianie, na osi poprzecznej oraz usytuowanej po zachodniej stronie czterokondygnacyjnej wieży.
Budowla posiada cechy gotyckie (przypory, blendy we wschodniej elewacji oraz w wieży, które zwieńczone są sterczynami). Cechą wyróżniającą ten kościół są charakterystycznie profilowane tynkowane blendy ujęte arkadkowo w schodkowym szczycie ze sterczynami oraz wystrój wschodniej elewacji.
Nawa przykryta jest dwuspadzistym dachem szczytowym, ze stropem drewnianym o więźbie wieszakowej, południowa kruchta ma dach siodłowy, poprzeczny do nawy, zakrystia i krypta są przykryte dachem pulpitowym.

## Wnętrze i wyposażenie
- Ołtarz główny z drewna lipowego, wykonany w stylu manieryzmu niderlandzkiego w roku 1682. Po II wojnie światowej przeniesiony został do kościoła w Korszach. Zwrócony został do Łankiejm 25 lutego 1968 r., jednak bez figur, których los – poza dwiema – nie jest znany[13]. Ołtarz przedstawiał w predelli olejny obraz „Ostatniej wieczerzy”, w części środkowej obraz „Ukrzyżowanie” ujęty w korynckie kolumny z belkowaniem, a najwyżej obraz „Zmartwychwstanie”[3]. Obraz „Ukrzyżowanie” usytuowany w głównej kwaterze ołtarza po roku 1946 został skradziony. Jego miejsce zajął na tle czerwonej tkaniny późnogotycki krzyż, wcześniej znajdujący się na baldachimie ambony[14].
- Ołtarze boczne w rogach ściany wschodniej poświęcone Sercu Jezusowemu i Matce Bożej, wykonane w 1957 z elementów rozebranej wówczas empory bocznej, baldachimu ambony oraz nowych elementów[15].
- Barokowa ambona z 1687 r. przedstawiająca czterech ewangelistów (po 1945 r. pozbawiona baldachimu) oraz herb rodziny von der Groeben[3]. Gotyckie cytaty biblijne w języku niemieckim, które ilustrowały kompozycje, zostały zamalowane w okresie powojennym.
- Empora muzyczna z 1686 r. w zachodniej części świątyni. Jej konstrukcja opiera się na pięciu drewnianych filarach. Wejście na emporę stanowią drewniane schody w północno-zachodnim rogu kościoła. Przedpiersie tworzy dwanaście kwater z obrazami proroków. Pierwotnie pod malowidłami umieszczone były cytaty z ksiąg autorstwa proroków (w języku niemieckim). Po drugiej wojnie światowej zasłonięto je tabliczkami z ich imionami w języku polskim[16].
- Do 1957 r. jednym z najcenniejszych zabytków kościoła była empora boczna usytuowana w południowo-wschodniej części świątyni. Pochodziła ona z początku XVII w. Dzieło to reprezentowało styl manieryzmu niderlandzkiego. Na emporę prowadziły schody prowadzące z północnej kruchty przez otwór w ścianie[17]. Jesienią 1957 r. nowy administrator łankiejmskiej świątyni ks. Bronisław Kuculis nakazał rozebranie empory bocznej, ponieważ uznał, że nadawała ona kościołowi protestancki charakter. Część rozebranych elementów empory, bez niemieckich napisów, została użyta do wybudowania ołtarzy bocznych. Zamurowano wtedy także przejście z kruchty na emporę[18].
- Organy z 1906 r., zdewastowane i pozbawione piszczałek w okresie 1945–1947[19].
- Dzwon wykonany ze spiżu w 1772 r. w Królewcu w ludwisarni Wolfganga Andreasa Lebrechta. Największy dzwon łankiejmskiej świątyni pochodzący z 1771 r. został w 1945 r. ewakuowany w głąb Niemiec i obecnie znajduje się w ewangelicko-luterańskim kościele św. Michała w Groß Munzel niedaleko Hanoweru. Mały dzwon z 1834 w czasie II wojny światowej prawdopodobnie został zarekwirowany na potrzeby niemieckiej armii[20].
- Zegar na wieży kościelnej z tarczą zegarową na ścianie zachodniej pomiędzy trzecią a czwartą kondygnacją. Do 1948 r. na wieży kościelnej były trzy tarcze. Do czasów współczesnych zachowała się tylko jedna tarcza zegarowa. Pierwotnie koło tarczy było wykonane z drewna, obecnie tarcza jest metalowa. Elementami oryginalnymi dawnej tarczy zegarowej są m.in. miedziane cyfry arabskie. W wieży zachował się w dużej części kompletny mechanizm zegarowy[21].
- W łankiejmskiej świątyni do 1997 r. znajdowało się pięć płyt epitafijnych. Jedna z płyt nagrobnych jest całkowicie nieczytelna, a pozostałe cztery są poświęcone członkom rodu Truchsess von Wetzhausen. Pochodzą one z lat 1585–1624. Pierwotnie płyty były wbudowane w posadzkę kościoła przed ołtarzem, w latach 30. XX w. epitafia zostały zdemontowane z powodu instalacji systemu ogrzewania i przeniesione do południowej kruchty. W 1997 r. płyty nagrobne zostały włączone do zbiorów lapidarium przy bazylice św. Jerzego w Kętrzynie[22].

## Teren wokół kościoła

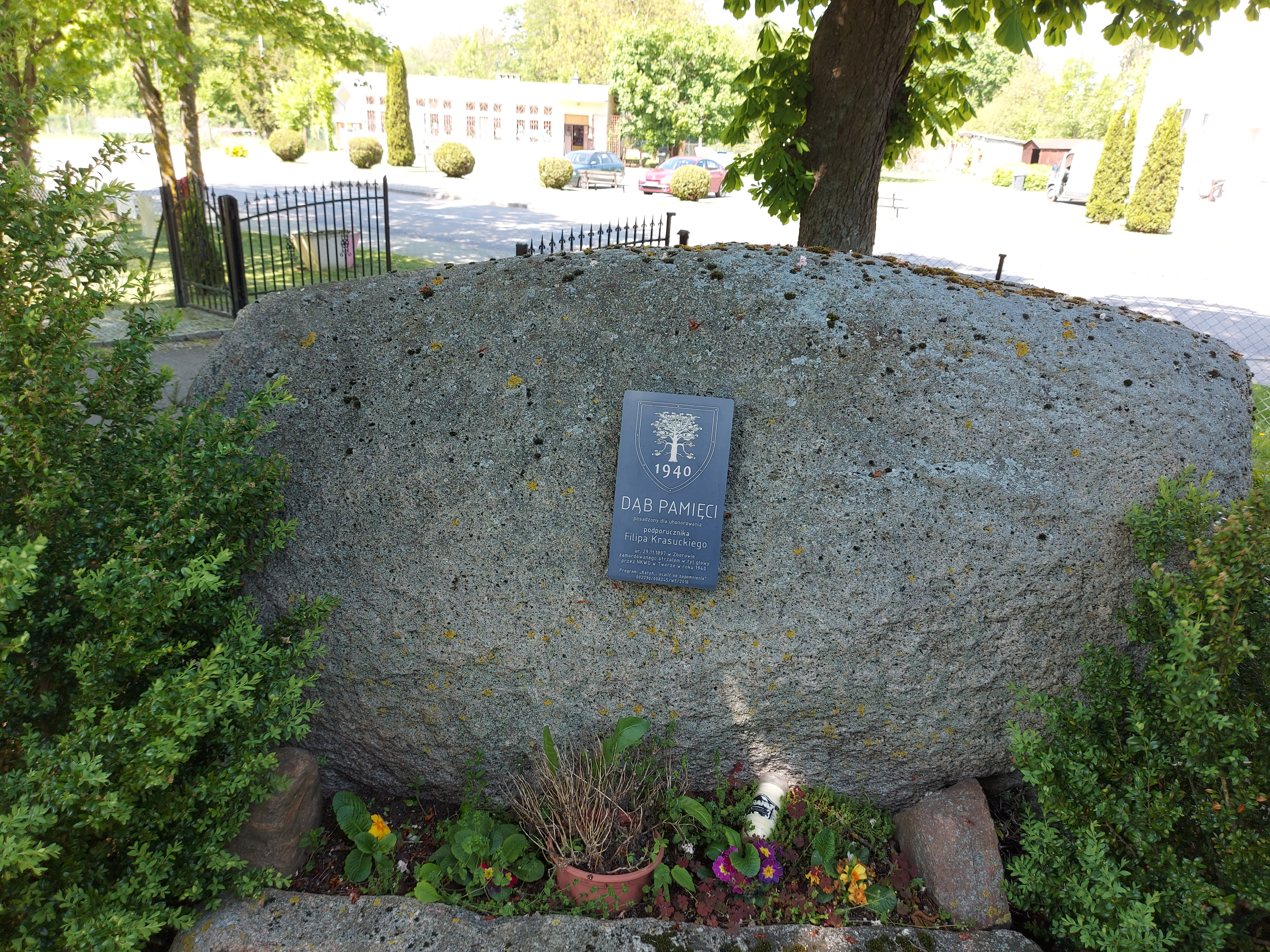
kamień katyński

Kościół położony jest na niewielkim wzniesieniu opadającym w stronę północną, nieopodal drogi Kętrzyn-Bartoszyce. Na terenie przykościelnym rosną liczne drzewa liściaste. Kilkanaście metrów od wejścia do świątyni, po lewej stronie, usytuowano duży głaz z tablicą pamiątkową poświęconą ppor. Filipowi Krasuckiemu, rozstrzelanemu przez NKWD w 1940 r. w Twerze. Obok, w ramach akcji „Katyń... – ocalić od zapomnienia”, został posadzony dąb pamięci. Przy kościele znajdował się cmentarz, który figuruje w rejestrze zabytków nieruchomych.